# Charles Irving
Sir Charles Graham Irving (6 tháng 5 năm 1924 – 30 tháng 3 năm 1995) là một nghị sĩ Quốc hội đảng Bảo thủ của Anh cho khu vực Cheltenham.

## Tuổi thơ
Irving sinh ra trong một gia đình sở hữu khách sạn ở Cheltenham, công ty hàng đầu của nó là khách sạn Irving trên đường Bath, nơi ông trở thành Chủ tịch năm 1949.
Ông được giáo dục tại trường Glengarth, ở Cheltenham và Lucton, gần Hereford, ở cả hai "ông không có khuynh hướng học tập". Khi ông rời trường trong Thế chiến II, ông đã cố gắng gia nhập Quân đội nhưng bị từ chối với lý do "không đủ sức mạnh". Ông phục vụ trong Đội cận vệ nhà, nhưng "ít thành công hơn là thành công trong các cấp bậc đó, điểm nổi bật trong sự nghiệp của anh ta là sự đâm vô tình của một đồng nghiệp ở phía sau bằng lưỡi lê".

## Đời tư
Theo cuốn sách của Michael McManus về lịch sử của thái độ bảo thủ đối với đồng tính luyến ái, Irving là người đồng tính và ông được cho là đã đưa ra một lời khuyên ổn định cho Chiến dịch bảo thủ vì bình đẳng đồng tính luyến ái.